# Кілмарнок (Вірджинія)
Кілмарнок (англ. Kilmarnock) — місто (англ. town) в США, в округах Ланкастер і Нортамберленд штату Вірджинія. Населення — 1445 осіб (2020).

## Географія
Кілмарнок розташований за координатами 37°42′39″ пн. ш. 76°22′58″ зх. д. / 37.71083° пн. ш. 76.38278° зх. д. (37.710736, -76.382853).  За даними Бюро перепису населення США в 2010 році місто мало площу 8,88 км², з яких 8,85 км² — суходіл та 0,03 км² — водойми.

## Демографія
Згідно з переписом 2010 року, у місті мешкало 1487 осіб у 705 домогосподарствах у складі 343 родин. Густота населення становила 168 осіб/км².  Було 810 помешкань (91/км²).
Расовий склад населення:
| - 65,4 % — білих - 32,1 % — чорних або афроамериканців - 1,0 % — азіатів - 0,1 % — корінних американців |

До двох чи більше рас належало 1,4 %. Частка іспаномовних становила 1,1 % від усіх жителів.
За віковим діапазоном населення розподілялося таким чином: 17,8 % — особи молодші 18 років, 46,9 % — особи у віці 18—64 років, 35,3 % — особи у віці 65 років та старші. Медіана віку мешканця становила 52,4 року. На 100 осіб жіночої статі у місті припадало 70,7 чоловіків;  на 100 жінок у віці від 18 років та старших — 64,6 чоловіків також старших 18 років.
Середній дохід на одне домашнє господарство  становив 41 782 долари США (медіана — 28 672), а середній дохід на одну сім'ю — 60 696 доларів (медіана — 45 119). Медіана доходів становила 32 063 долари для чоловіків та 31 645 доларів для жінок. За межею бідності перебувало 15,2 % осіб, у тому числі 13,5 % дітей у віці до 18 років та 15,1 % осіб у віці 65 років та старших.
Цивільне працевлаштоване населення становило 596 осіб. Основні галузі зайнятості: мистецтво, розваги та відпочинок — 20,1 %, освіта, охорона здоров'я та соціальна допомога — 18,6 %, роздрібна торгівля — 16,9 %.